# Beklemmung
Unter dem Begriff Beklemmung versteht man ein Gefühl der Enge bzw. der Angst. Beklemmung wird meist durch unkontrollierte Angst in Form von beklemmenden und einengenden Gefühlen ausgelöst und kann sich in der Form von Verkrampfungen im Bauch- und Brustbereich zeigen. Sie hat meist psychische Hintergründe, die wiederum den Adrenalinausstoß erhöhen. In extremen Formen kann eine Beklemmung zu Ohnmachtsanfällen, Atemnot und Todesangst führen. Häufig können beklemmte Personen nicht klar denken und geraten in Panik oder erleben Erstickungssymptome.
Durch Beklemmungen können diverse schwerere Krankheiten entstehen, darunter koronare Herzkrankheit, Angststörung, Lungenembolie und Herzinfarkt. Verspannungen können die Beschwerden der Beklemmung verschlimmern. Massagen, Krankengymnastik, ein leichtes Sportprogramm und Entspannungstechniken können Beklemmungen lindern. Ruhiges Atmen und Körperbewegung sowie spartanische Ablenkung lösen ebenfalls das Gefühl häufig, bei schwerwiegenderen Fällen sollte jedoch ein Arzt zu Rate gezogen werden. Dieser kann mit dem Patienten tiefgründige Arbeit im Inneren der Psyche vornehmen, die die Angststörungen lindern kann. In akuten Fällen können Antidepressiva und Benzodiazepine gegen Beklemmungen helfen.